# Superjuegos
Superjuegos était un magazine vidéoludique mensuel espagnol publié entre mai 1992 et arrêté en janvier 2009 par Grupo Zeta. Le magazine est relancé en 2015 sous le titre New Súper Juegos. Un deuxième numéro est annoncé puis annulé, puis de-nouveau annoncé en 2016.